# Giddha
Giddha (Panjabi ਗਿੱਧਾ, giddhā) ist ein Volkstanz, der seinen Ursprung im Punjab, einem Gebiet im Nordwesten Indiens und in Pakistan hat. Getanzt wird er von Frauen, während Männer den Bhangra tanzen. Der Giddha wird oft bei Hochzeiten getanzt. Der Tanz kommt häufig ohne Instrumente aus. Die Frauen klatschen in die Hände oder schlagen Löffel aneinander, um den Rhythmus zu behalten, bisweilen kommen aber auch kleine Fasstrommeln (dholak) zum Einsatz.